# Economia de Xipre

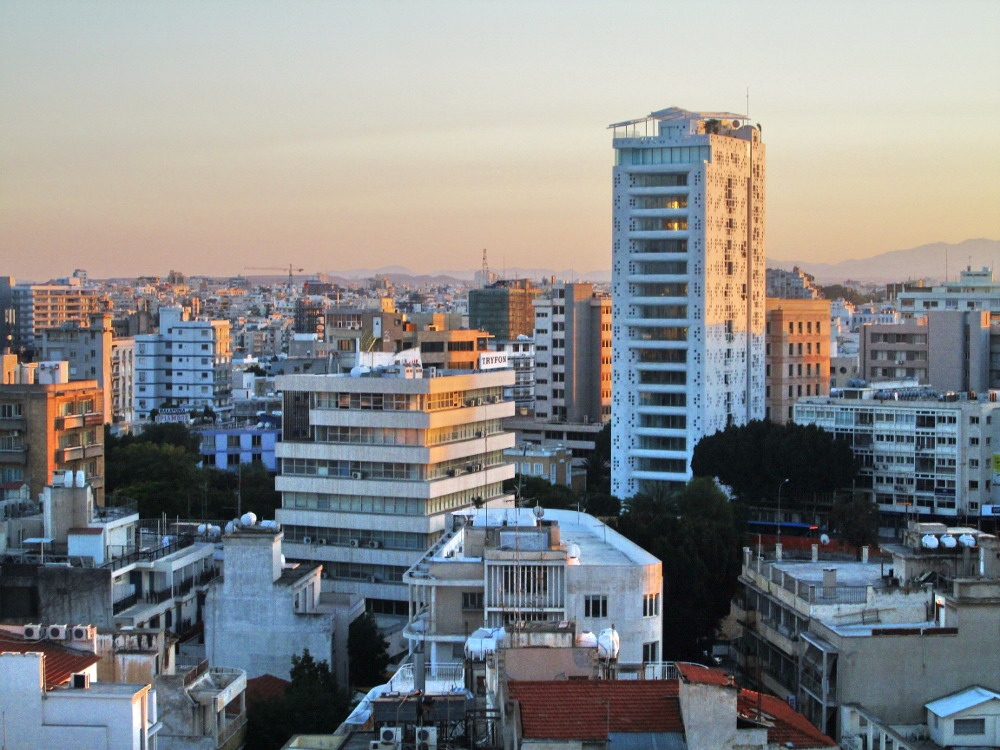
Nicòsia.

L'economia xipriota era pròspera i diversificada fins que el 2012 es va veure afectada la crisi del deute sobirà europeu. El juny de 2012 el govern xipriota va anunciar que necessitava 1,8 mil milions d'euros d'ajuda externa pel Cyprus Popular Bank i, seguidament, l'agència d'avaluació de crèdit Fitch va baixar la classificació dels seus bons fins al nivell de bo porqueria. Fitch va afirmar que Xipre necessitaria addicionalment 4 mil milions d'euros pels seus bancs, degut especialment al contagi de la crisi grega als tres bancs més grans de Xipre (Bank of Cyprus, el Cyprus Popular Bank i l'Hellenic Bank).

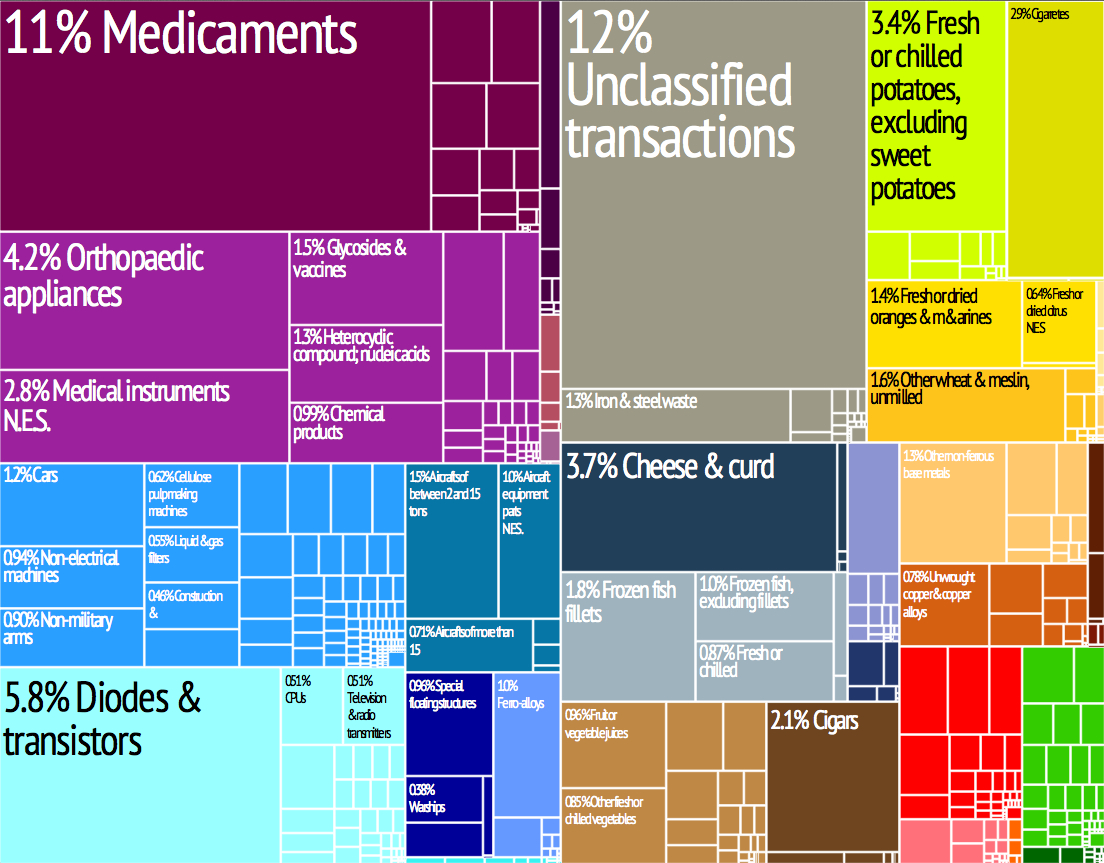
Representació gràfica de les exportacions, dividides en 28 categories codificades per colors

El març de 2013 Xipre i la Unió Europea van arribar a un acord per rescatar el país i salvar-lo de la fallida amb un crèdit de 10.000 milions d'euros. A canvi del rescat, el govern xipriota va accedir a incrementar els impostos sobre les empreses del 10 al 12,5%, i a imposar una taxa del 9,9% sobre els dipòsits bancaris de més de 100.000 euros, i del 6,75% sobre la resta. El govern del país va témer una fugida de capitals i va bloquejar els comptes bancaris fins al dia de l'aplicació de les noves taxes.
L'economia de Xipre està clarament afectada per la divisió de l'illa en dos territoris. Té una economia altament vulnerable, més estabilitzada després de l'entrada a la Unió Europea i a la zona euro l'1 de gener de 2008, amb una forta dependència del sector serveis, i també pateix problemes d'aïllament respecte a Europa. El 2008 va ser classificada pel Fons Monetari Internacional entre les 32 més pròsperes del món.
És dominada pel sector de serveis, que respon per 78% del producte interior brut. El turisme, els serveis financers i el transport són parts importants de la seva economia.